# Pennington (Hampshire)
Pour les articles homonymes, voir Pennington.
Pennington est un village, une section électorale et une paroisse ecclésiastique, situé dans le district de New Forest, dans le comté du Hampshire, en Angleterre. Il est défini sur la base des limites du manoir qui lui a précédé. 
Pennington Village est au centre de la circonscription, avec Upper Pennington au nord et Lower Pennington au sud. 

## Géographie
La population dénombrée lors du recensement de 2011 était de 6 060 habitants. La localité se trouve dans la partie la plus méridionale de la New Forest, sur le littoral du Solent, près de la ville de Lymington avec laquelle il partage la « paroisse civile de Lymington et Pennington ».

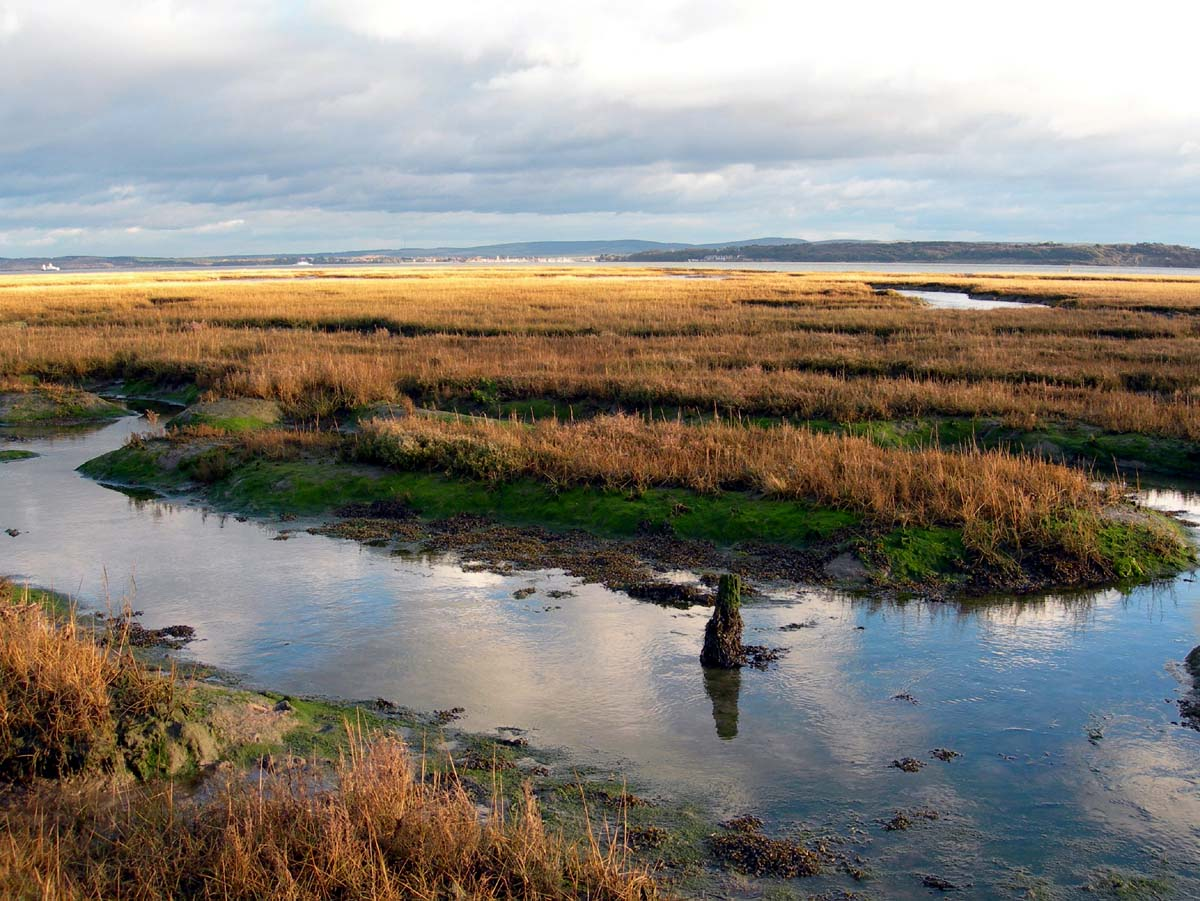
Marais à Pennington.

Pennington se trouve sur le plateau entre l' Avon Water à l'ouest et le ruisseau Yaldhurst à l'est. Le Solent forme la frontière côtière méridionale de Pennington. La frontière nord est définie par Sway Road. Le hameau de Bowling Green se trouve à Upper Pennington, à la frontière avec Sway.

## Histoire

### Contrebande
Jusqu'au milieu du XIXe siècle (vers 1845), la contrebande était l'une des activités les plus lucratives de Pennington.
Les barils d'eau-de-vie étaient acheminés par bateau jusqu'à la laisse de marée basse du marais Pennington. À l'aide d'une corde, les hommes transportaient les fûts jusqu'au rivage et les emmenaient à dos d'âne et en charrette vers les prés communaux ou Upper Pennington. La vieille fosse de marnes d'Upper Common ou celle de Bower’s Copse, à proximité, étaient les cachettes préférées (Bowers Copse a depuis disparu mais figure sur les anciennes cartes de la région).
Dans « Pennington Remembered », Joan Stephens a écrit que, pendant que les vêtements suspendus pour être mis à sécher (comme le faisaient couramment les femmes du village pour compléter leurs revenus habituels), les femmes dissimulaient des bouteilles de cognac dans leurs paniers et les utilisaient pour transporter l'alcool à leurs clients.

### Première Guerre mondiale, la Grande Guerre
En 1914, Pennington était un petit village d’environ 809 habitants, répartis dans environ 202 maisons. À la fin de l'année, 94 hommes servaient dans l'armée de terre ou la marine royale. En mars 1915, ils étaient près de 120. À la fin de la guerre, ils étaient environ 160 hommes en uniforme.
Pennington a perdu 36 hommes pendant la Grande Guerre.
Le livre de Cockram, Stephens et Williams, Pennington’s Sacrifice in the Great War (Le sacrifice de Pennington dans la Grande Guerre), décrit ces hommes et leurs rôles dans la vie de village. Le livre a été écrit pour "veiller à ce que l'effort exceptionnel de Pennington pour la Grande Guerre continue à être commémoré".
Après la Grande Guerre, une section de Pennington Common a été prise pour agrandir le cimetière. Après une réunion publique, il a été décidé de placer le mémorial de guerre au centre. Il porte les noms de 27 des hommes de Pennington qui sont tombés au combat.

## Enseignement

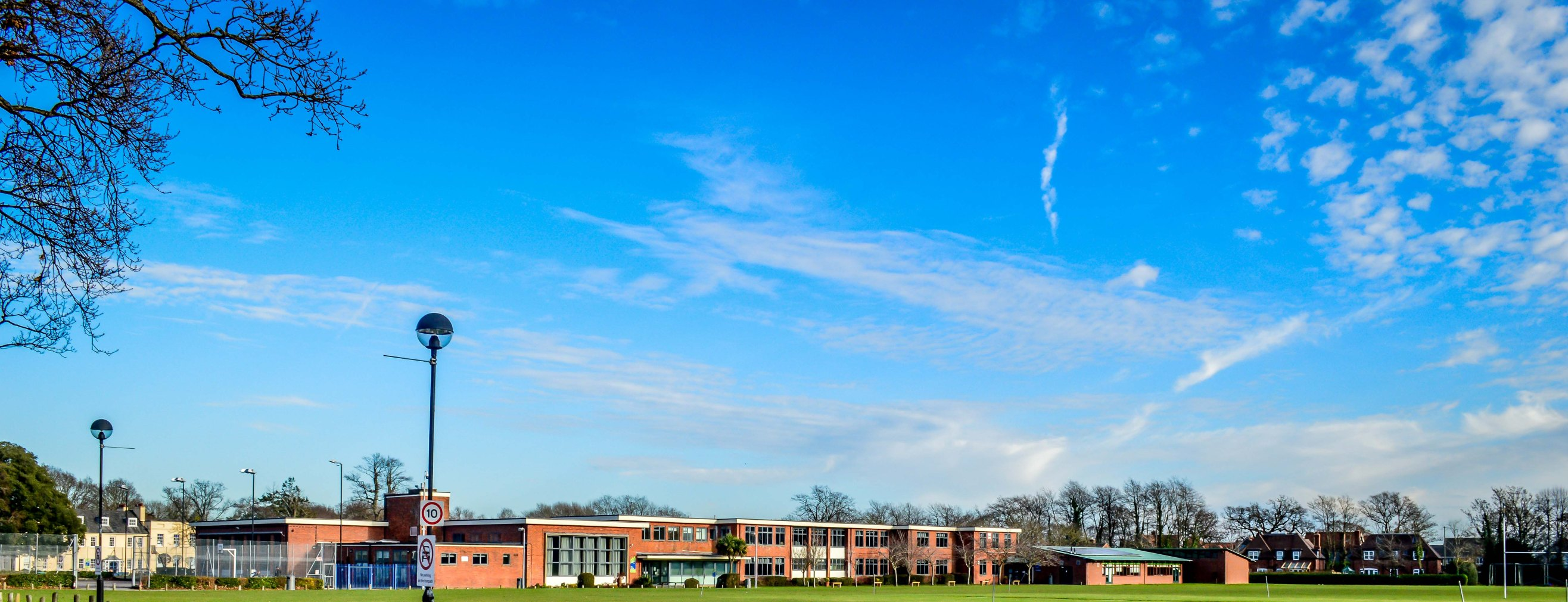
École secondaire Priestlands, Pennington, Hampshire

Quatre grandes écoles prennent en charge les élèves locaux.